# Aggie Beever-Jones
Agnes Elizabeth „Aggie“ Beever-Jones (* 27. Juli 2003 in Carshalton, London Borough of Sutton) ist eine englische Fußballspielerin. Sie ist seit 2021 Vertragsspielerin des FC Chelsea und seit 2024 auch A-Nationalspielerin.

## Karriere

### Vereine
Beever-Jones’ Großvater war eingefleischter Fan des FC Chelsea. Von diesem wurde sie als Kind des Öfteren mit ins Stadion genommen. So wurde sie selbst zum Fan des Vereins und trat als Neunjährige selbst deren Jugendakademie bei. Zuvor hatte sie in der Jungenmannschaft eines Vorstadtvereins als Torhüterin gespielt, wechselte bei Chelsea aber in den Sturm. Dort durchlief sie sämtliche Jugendmannschaften und unterzeichnete bei Chelsea an ihrem 18. Geburtstag ihren ersten Profivertrag. Beim 4:0-Sieg von Chelsea gegen Aston Villa am 27. Januar 2021 hatte sie bereits ihr Debüt im Profifußball gegeben.
Um Spielpraxis zu sammeln, wurde Beever-Jones in der Saison 2021/22 an den Zweitligisten Bristol City verliehen. Dort entwickelte sie sich zu einer festen Größe und absolvierte alle 22 Ligaspiele, in denen ihr fünf Tore gelangen. Die Folgesaison verbrachte sie leihweise beim FC Everton, dem sie ebenfalls als Stammspielerin angehörte und sich insbesondere defensiv weiterentwickeln konnte.
Seit der Saison 2023/24 spielt Beever-Jones fest für den FC Chelsea. Gleich in ihrer ersten Saison konnte sie sich als Einwechselspielerin etablieren. Mit elf Toren in 17 Punktspielen trug sie maßgeblich dazu bei, dass Chelsea den Meistertitel verteidigen konnte. Auch in der folgenden Saison gehörte sie dauerhaft dem Kader an. Wenngleich sie noch immer vorwiegend von der Bank zum Einsatz kam, wurde sie insbesondere gegen Saisonende auch vermehrt in der Startelf eingesetzt. In dieser Saison trug sie mit neun Toren in 22 Punktspielen zur erneuten Verteidigung des Meistertitels bei. Mit Chelsea gewann sie in dieser Saison zudem den FA Women’s Cup und kam in jedem der Pokalspiele zum Einsatz.

### Nationalmannschaft
Beever-Jones durchlief ab der U15-Nationalmannschaft die Nachwuchsnationalmannschaften des FA. Mit der U19-Nationalmannschaft nahm sie 2022 an der altersbezogenen Europameisterschaft in Tschechien teil. Doch auch ihre beiden Tore in den drei Vorrundenspielen konnten das Ausscheiden ihrer Mannschaft nach der Vorrunde nicht verhindern.
Ihr A-Länderspieldebüt fand am 12. Juli 2024 in Norwich statt, wo das fünfte Spiel der EM-Qualifikationsgruppe A3 mit 2:1 gegen die Nationalmannschaft Irlands gewonnen wurde; sie wurde in der 88. Minute für Lauren Hemp eingewechselt. Ihr zweites A-Länderspiel war zugleich ihr erstes Freundschaftsspiel, das am 3. Dezember 2024 in Sheffield gegen die Schweizer Nationalmannschaft mit 1:0 gewonnen wurde. Unmittelbar danach wurde sie in fünf von sechs Spielen der Gruppe A3 in der Nations-League 2025 eingesetzt. Ihr erstes Tor erzielte sie in diesem Wettbewerb in ihrem vierten Länderspiel am 4. April 2025 in Bristol beim 5:0-Sieg über die Nationalmannschaft Belgiens mit dem Treffer zum 3:0 in der 67. Minute. In ihrem sechsten Länderspiel am 30. Mai 2025 in London gelang ihr beim 6:0-Sieg über Portugal ein Hattrick. Ein weiteres Tor gelang ihr am 29. Juni 2025 im ersten Aufeinandertreffen mit der Nationalmannschaft Jamaikas; es war der Treffer zum 6:0 in der 85. Minute beim 7:0-Sieg in Leicester. Dem Kader für die Europameisterschaft 2025 zugehörig, wurde sie in den ersten beiden Spielen der Gruppe D sowie im Halbfinale eingesetzt. Im Finale, das an ihrem 22. Geburtstag ausgetragen wurde, kam sie nicht zum Einsatz; gleichwohl gelang England die Titelverteidigung.

## Erfolge
Nationalmannschaft
- Europameister 2025

FC Chelsea
- Englischer Meister 2021, (2022, 2023 jeweils ohne Einsatz), 2024, 2025
- Englischer Pokal-Sieger 2025
- Englischer Ligapokal-Sieger 2021, 2025